# Zdobnice - Říčka
Zdobnice - Říčka este o arie protejată (arie specială de conservare — SAC, sit de importanță comunitară — SCI) din Republica Cehă întinsă pe o suprafață de 434,91 ha, integral pe uscat.

## Localizare
Centrul sitului Zdobnice - Říčka este situat la coordonatele 50°10′34″N 16°24′07″E / 50.176111°N 16.401944°E.

## Înființare
Situl Zdobnice - Říčka a fost declarat sit de importanță comunitară în noiembrie 2009 pentru a proteja un număr necunoscut de specii din flora spontană și fauna sălbatică aflate în arealul zonei. Situl a fost protejat și ca arie specială de conservare în ianuarie 2018.

## Biodiversitate
Situată în ecoregiunea continentală, aria protejată conține 4 habitate naturale: Pante stâncoase silicioase cu vegetație casmofită, Păduri de fag Asperulo-Fagetum, Păduri de fag Luzulo-Fagetum, Păduri pe pante, grohotișuri și ravene de Tilio-Acerion.
La baza desemnării sitului se află un număr nedeclarat de specii protejate.